# 가우스 유닛 무작위 행렬군
틀:무작위 행렬 이론

틀:수리물리학
가우스 유닛 무작위 행렬군（Gaussian Unitary Ensemble, GUE, 高斯單位行列群）은 무작위 행렬 이론에서 중심적인 확률 모형 중 하나로, 에르미트 행렬 가운데 고윳값이 유니터리 대칭성을 따르는 에르미트 확률분포를 갖는 행렬군을 말한다. 이는 양자혼돈 이론, 수리물리학, 통계역학, 그리고 리만 제타 함수의 비자명한 영점 분포와도 깊이 연결된다.

## 정의
GUE는 다음 조건을 만족하는 {\displaystyle N\times N} 에르미트 행렬 {\displaystyle H}의 확률분포로 정의된다:
{\displaystyle P(H)\propto \exp \left(-{\frac {N}{2}}\mathrm {Tr} (H^{2})\right)}
이는 힐베르트 공간 상에서 가우스 분포에 해당하며, 에르미트 조건 {\displaystyle H=H^{\dagger }}을 만족한다. GUE의 요소 {\displaystyle H_{ij}}는 다음과 같은 분포를 갖는다:
- {\displaystyle H_{ii}}: 실수이며 평균 0, 분산 {\displaystyle 1/N}의 정규 분포
- {\displaystyle H_{ij}}, {\displaystyle i<j}: 복소수이며 실수부, 허수부 각각 평균 0, 분산 {\displaystyle 1/(2N)}

## 고윳값 분포
GUE의 고윳값 {\displaystyle \lambda _{1},\dots ,\lambda _{N}}는 다음과 같은 확률 밀도함수를 갖는다:
{\displaystyle P(\lambda _{1},\dots ,\lambda _{N})\propto \prod _{i<j}|\lambda _{i}-\lambda _{j}|^{2}\cdot \exp \left(-{\frac {N}{2}}\sum _{i=1}^{N}\lambda _{i}^{2}\right)}
이 식의 첫 항은 고윳값 간의 반발 효과(level repulsion)를 나타내며, 이는 양자역학적 에너지 준위 분포에서의 핵심 특징이다.

## 리만가설과의 연결
휴 몽고메리는 1973년, 리만 제타 함수의 비자명한 영점 간격 분포가 GUE 고윳값 간격 분포와 동일한 통계적 행태를 보인다는 사실을 밝혔고, 이는 프리먼 다이슨과의 교차 검증을 통해 더욱 신빙성을 얻게 되었다. 이를 몽고메리의 쌍대간격 추측이라 하며, 힐베르트-폴리야 추측과도 연계된다.

## 물리학적 응용
GUE는 다음과 같은 물리 이론에서 실질적으로 등장한다:
- 양자혼돈 이론：비가환 양자 해밀토니안의 고윳값 통계로서
- 핵물리학：복잡한 핵 상태 밀도 예측
- 통계역학：비평형 시스템의 에너지 준위 통계
- 양자장론：스펙트럼 이론, 겔만 행렬과 관련한 분해

## 관련 개념
- 가우스 직교 무작위 행렬군（GOE）
- 가우스 유니타리 무작위 행렬군（GUE）
- 가우스 심플렉틱 무작위 행렬군（GSE）
- 몽고메리의 쌍대간격 추측
- 무작위 행렬 이론
- 리만가설

## 참고 문헌
- Mehta, M.L. (2004). 《Random Matrices》. Academic Press.
- Dyson, F.J. (1962). 《Statistical theory of the energy levels of complex systems》. J. Math. Phys.
- Montgomery, H.L. (1973). 《The pair correlation of zeros of the zeta function》. Proc. Symp. Pure Math.
- Haake, F. (2010). 《Quantum Signatures of Chaos》. Springer.